# Nerománna
Nerománna (Neromanna) är en ort i Grekland.   Den ligger i prefekturen Nomós Aitolías kai Akarnanías och regionen Västra Grekland, i den centrala delen av landet, 200 km väster om huvudstaden Aten. Nerománna ligger 503 meter över havet och antalet invånare är 118.
Terrängen runt Nerománna är varierad. Runt Nerománna är det ganska glesbefolkat, med 23 invånare per kvadratkilometer. Närmaste större samhälle är Agrínio, 16,3 km väster om Nerománna. 